# 국도 제1호선 (베트남)
국도 제1호선(베트남어: Quốc lộ 1, 한자國路 1, 약어 QL1)는 1번 도로(베트남어: Đường 1)로 널리 알려진 베트남을 관통하는 교통로이다. 중화인민공화국과 국경이 닿는 우의관(베트남어: Hữu Nghị Quan, 한자友誼關)에서 시작하여 까마우성 남깐까지 이어지며, 길이는 2,301.340 km 에 달한다. 캄보디아와 연결되어 아시안 하이웨이 1호선의 일부를 이룬다.

## 주요 경유지
| 도시      | 기점 기준 거리(Km) |
| --------- | ------------------ |
| 랑선      | 16                 |
| 박장      | 119                |
| 박닌      | 139                |
| 하노이    | 170                |
| 푸리      | 229                |
| 호알르    | 263                |
| 타인호아  | 323                |
| 빈        | 461                |
| 하띤      | 510                |
| 동호이    | 658                |
| 동하      | 750                |
| 후에      | 824                |
| 다낭      | 929                |
| 땀끼      | 991                |
| 꽝응아이  | 1054               |
| 꾸이년    | 1232               |
| 뚜이호아  | 1329               |
| 냐짱      | 1450               |
| 판랑탑짬  | 1528               |
| 판티엣    | 1701               |
| 비엔호아  | 1867               |
| 호찌민 시 | 1889               |
| 떤안      | 1936               |
| 미토      | 1959               |
| 빈롱      | 2024               |
| 깐토      | 2058               |
| 속짱      | 2119               |
| 박리에우  | 2176               |
| 까마우    | 2236               |

## 특징
- 총 연장 길이 2,300.45 km[1]
- 노폭: 10–12 m
- 노면: 아스팔트 포장
- 교량 수: 874

## 역사
국도 1는 20세기초 프랑스 식민 치하에서 건설되었고, 세계은행의 차관으로 개량되었다. 제1차 인도차이나 전쟁과 2차 인도차이나 전쟁인 베트남 전쟁 기간 동안 국도 1를 중심으로 많은 전투가 있었다. 널리 알려진 전투로는 1953년 베트민과 프랑스 군 사이에 벌어진 카마르그 작전이 있다.

## 관련 국도
- 국도 제1B호선 (베트남)
- 국도 제1C호선 (베트남)

## 같이 보기
- 베트남의 일반 국도